# Der Spiegel (1975)

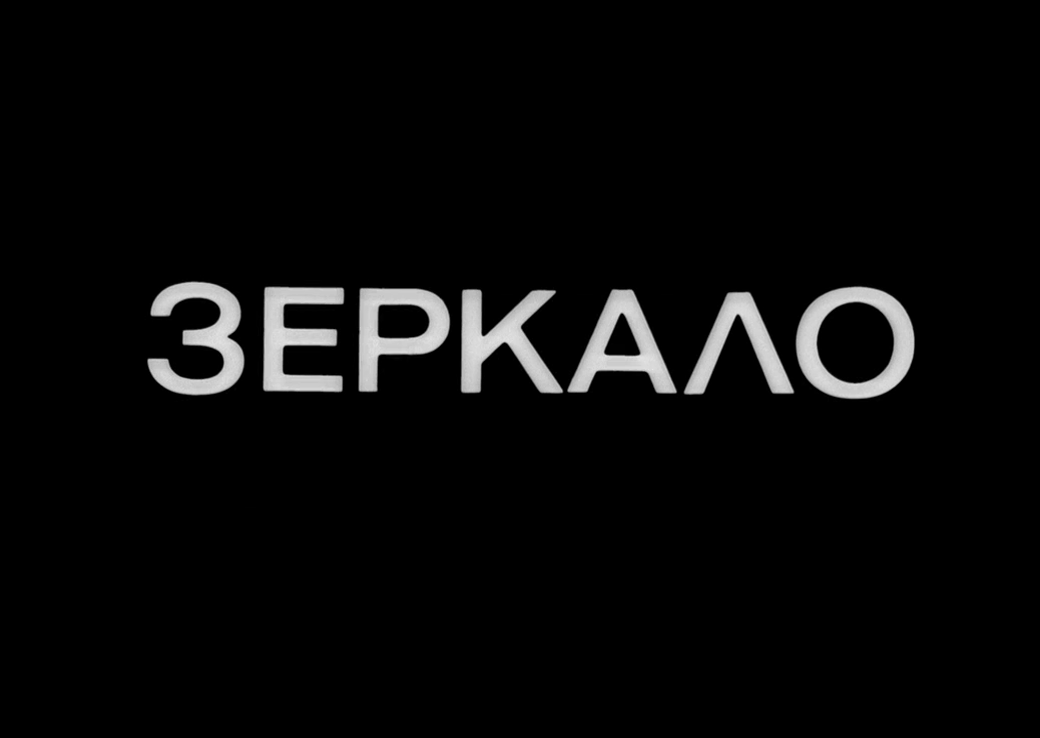

Der Spiegel (russisch Зеркало, Serkalo) ist ein in den Jahren 1973 bis 1974 entstandener Film des sowjetischen Regisseurs Andrei Tarkowski. Das autobiografisch geprägte, zwischen Filmdrama und Filmgedicht changierende Werk verknüpft Elemente individueller Erinnerung und kollektiver Geschichte. Noch konsequenter als in seinen übrigen Filmen befreite sich Tarkowski darin von den Konventionen des Erzählkinos. An die Stelle einer linearen Handlung setzte er einen freien Wechsel unterschiedlicher Zeitebenen, verwob damit verschiedene nichtnarrative Elemente (Traumbilder, dokumentarisches Material, Wiedergabe von Kunstwerken) und erreichte damit eine komplexe Verschränkung von Innen- und Weltschau.

## Entstehung
Schon aus den Arbeiten an seinem ersten Langfilm Iwans Kindheit entwickelte Tarkowski Gedanken, die auf die Konzeption von Der Spiegel vorauswiesen – vergleichbar dem lyrischen Ich eines Gedichts sollte aus der filmischen Darstellung von Gedanken, Erinnerungen und Träumen eines Charakters, der selbst außerhalb des Bildes bliebe, dessen innere Welt sichtbar werden.
Bald darauf begann Tarkowski mit der Niederschrift quälender Erinnerungen an Erlebnisse aus seiner vom Hereinbrechen des Zweiten Weltkriegs überschatteten Kindheit. Aus diesen Aufzeichnungen entwickelte sich die 1970 in der Filmzeitschrift Iskusstwo kino veröffentlichte und als Vorlage für das Drehbuch dienende Erzählung Ein weißer Tag, deren Titel einem Gedicht Arseni Tarkowskis, des Vaters des Regisseurs, entnommen ist. Dieser Text sowie eine Ideenskizze mit dem Titel Die Beichte, die Tarkowski bereits im Jahr 1967 bei der Filmgesellschaft Mosfilm eingereicht hatte, lassen die Entwicklung der Konzeption des Films nachvollziehen. Vorgesehen war in diesem Stadium die Kombination von drei Komponenten: Passagen eines umfangreichen Interviews mit Tarkowskis Mutter, nachgespielten Episoden aus der Kindheit des Regisseurs und einmontierten Wochenschau-Ausschnitten. Da dem Vorhaben jedoch zunächst die erforderliche Unterstützung durch die Filmbehörde Goskino versagt blieb, stellte es Tarkowski zugunsten der Verfilmung von Solaris hintan.
Nachdem die Realisierung von Der Spiegel (vorerst unter dem Arbeitstitel Weißer, weißer Tag) 1973 doch ermöglicht worden war, änderte Tarkowski die Konzeption, verzichtete auf das Interview, ließ anstelle der Hommage an die Mutter den autobiografischen Aspekt vollends ins Zentrum treten und führte kurz vor Abschluss der Dreharbeiten noch eine Gegenwartshandlung ein. Die Verknüpfung der Erzählebenen und die endgültige Anordnung der Episoden erfolgte erst nach den Dreharbeiten in einem langwierigen Prozess nach etwa zwanzig Schnittvarianten.

## Handlung und Struktur
Der Film widersetzt sich durch seine diskontinuierliche, achronologische Struktur einer herkömmlichen Nacherzählung. Der größere Zusammenhang, zu dem sich die Handlungssplitter fügen, besteht in der Vergegenwärtigung der Gefühls- und Gedankenwelt des Protagonisten Alexei und deren lebensgeschichtlichen Voraussetzungen. Mehrfach verankert in der epischen Gegenwart, die den Protagonisten in einer von Krankheit und Entfremdung geprägten Lebenskrise gefangen zeigt, besteht der Film vorwiegend aus Rückblenden auf prägende Kindheitserlebnisse.
Die umfangreicheren Rückblenden enthalten Szenen eines Sommeraufenthalts auf dem Land, die von der Trennung des Vaters von der Familie überschattet sind und mit dem Brand eines Heuschobers enden; weiter eine Episode, in der die in einer Druckerei arbeitende Mutter wegen eines eingebildeten Korrekturfehlers in Panik gerät; Szenen einer vormilitärischen Ausbildung von Schulkindern, in denen sich eine Kriegswaise den Anweisungen widersetzt; sowie eine Episode, in der die durch kriegsbedingte Evakuierung in Not geratene Mutter mit Alexei Hilfe bei wohlhabenden Bekannten sucht. Mit diesen Sequenzen sind Träume des Jungen ebenso verwoben wie Filmdokumente zeithistorischen Geschehens, wie etwa aus dem Spanischen Bürgerkrieg, vom Marsch sowjetischer Soldaten durch den Siwasch-See, von der Einnahme Berlins durch die Rote Armee, vom Atombombenabwurf auf Hiroshima und von der sowjetisch-chinesischen Konfrontation am Ussuri.
Die Struktur des Films ähnelt dem literarischen Verfahren des Bewusstseinsstroms und entspricht mehr dem unwillkürlichen, assoziativen Vorgang des Erinnerns als einer objektivierbaren Folgerichtigkeit. Dabei werden die Zeitebenen durch den Einsatz derselben Darstellerin (Margarita Terechowa) in den Rollen der Mutter und der geschiedenen Ehefrau des Protagonisten sowie desselben Darstellers (Ignat Danilzew) in den Rollen des adoleszenten Alexei und dessen späteren Sohns Ignat verklammert. Ebenso erfolgt auch die wechselnde Verwendung farbiger und schwarzweißer Sequenzen nicht durchwegs deckungsgleich mit den narrativen Ebenen des Films. Neben der alogischen, verrätselten Struktur und der Fülle tiefenpsychologisch bedeutsamer Momente verleiht auch die atmosphärische Kameraführung dem Film über die eigentlichen Traumsequenzen hinaus einen traumartigen Charakter. Der gängigen Auffassung des Endes als Sterbeszene folgend, entsteht schließlich der Eindruck „einer strophischen Reihung von Augenblicken, in denen im Angesicht des Todes das Leben vorbeizieht.“ (Eva M. J. Schmid)

## Themen und Motive
Der Spiegel wurde als filmisches Pendant in die Tradition der romantischen Bekenntnisliteratur gestellt, in der sich „das Ich in der Welt und die Welt im Ich“ spiegelt. Gemäß seinem filmpoetologischen Konzept einer „Bildhauerei aus Zeit“ montierte Tarkowski „das ganze Chaos der Umstände, [...] die den Helden dieses Filmes mit unausweichlichen Seinsfragen konfrontierten“, zu einem vielschichtigen poetischen Psychogramm. Autobiografische Bezüge sind in Eckpunkten nachweisbar: die Abwesenheit des Vaters, der in den von ihm verfassten Gedichten gegenwärtig bleibt; die ihre beiden Kinder allein erziehende und als Korrektorin arbeitende Mutter; die nach kriegsbedingter Evakuierung erfahrene Not. Zudem belegen Selbstkommentare, dass das Werk Fragmente einer inneren Biografie verarbeitet: „In diesem Film hatte ich mich zum ersten Mal dazu entschlossen, unmittelbar und vorbehaltlos von dem zu sprechen, was für mich das Wichtigste und Wertvollste, das Intimste ist.“ Die Intimität kommt in den rätselhaften, von kindlichen Wünschen und Ängsten genährten Bildern der Traumsequenzen ebenso zum Ausdruck wie in der Vergegenwärtigung intensiven kindlichen Erlebens einer als magisch und beseelt empfundenen Welt, wie etwa in der Wahrnehmung der marienhaft schönen Mutter oder in dem epiphanischen Motiv des brennenden Heuschobers im Regen.
In die individuellen Erinnerungen wirken historische Ereignisse hinein, die sich dem kollektiven Gedächtnis jener Zeit eingeschrieben haben, wie etwa die vormilitärischen Schulungen und die Evakuierung im Gefolge der Leningrader Blockade, die Gegenwart von Flüchtlingen des Spanischen Bürgerkriegs und die Repressionen des Stalinismus, auf welche die Druckerei-Episode anspielt. Das einmontierte Wochenschaumaterial erweitert diese zeithistorischen Bezüge um weitere Aspekte. Doch auch die Geschichte ist eingebettet in einen größeren Zusammenhang: jenen der „ewigen“ Natur, die in ihren elementaren Erscheinungen alle Ebenen des Films durchwirkt: „Einerseits koexistiert die kleine Zeitdimension menschlicher Einzelschicksale mit der großen Zeitskala, nach der sich Geschichte bemißt, andererseits wird die historische Zeit auf dem Hintergrund von Naturphänomenen gesehen, welche die Zeiten überdauern.“ (Maja Turowskaja)
Im zentralen Themenkomplex um Zeit und Erinnerung spielt schließlich die Kunst eine Rolle durch ihr Vermögen, Dingen in einer schöpferischen Form Dauer zu verleihen, die sie zum Generationen überspannenden Gegenstand der Kontemplation werden lässt. Die Reminiszenzen an Werke Leonardo da Vincis und eine den Winterlandschaften Pieter Brueghels des Älteren nachempfundene Szenerie sind in diesem Zusammenhang ebenso von Bedeutung wie die vier vom Autor selbst rezitierten Gedichte Arseni Tarkowskis (Erste Treffen; Vom Morgen an wartete ich gestern auf dich...; Leben, Leben; Eurydike), die in die Handlung eingeflochtenen Textzitate (von Dante Alighieri, Fjodor M. Dostojewski und Alexander S. Puschkin) und die verwendete Musik Giovanni Battista Pergolesis und Johann Sebastian Bachs. Sich auf seine Weise in die Tradition der künstlerischen Weltbetrachtung einreihend, ist Tarkowskis persönlichstes Werk zugleich eine filmpoetische Reflexion über die Conditio humana, über Würde und Selbstbehauptung vor dem Hintergrund einer Epoche des Totalitarismus und der Gewalt.

## Rezeption
Die sowjetische Filmbehörde Goskino kritisierte den Film als schwer verständlich und mystizistisch, als „undurchdringliches Bilderrätsel“ und „freudianische Nabelschau“. Weiter wurde das verwendete dokumentarische Material als zu naturalistisch beanstandet und eine heroischere, triumphalere Darstellung des Kriegs nahegelegt. Der als elitär geltende Regisseur entsprach damit abermals nicht der Kulturdoktrin, die allgemein verständliche, positive Botschaften forderte. Im Gegensatz zum zensierten Andrej Rubljow konnte der Film nach anfänglichen Verzögerungen schließlich dennoch ohne tiefgreifende Änderungen veröffentlicht werden, gelangte aber erst 1978 in den westlichen Verleih. Eine Aufführung im Rahmen der Internationalen Filmfestspiele von Cannes, wo Tarkowskis zwei vorangegangene Werke (Andrej Rubljow, Solaris) Auszeichnungen erhalten hatten, wurde von der Filmbehörde nicht ermöglicht.
Nicht zuletzt wegen seiner freien Bewegung in der Dimension der Zeit wird er als ein Solitär der Filmkunst gerühmt: „Tarkowskij gelingt es, uns Zeit empfinden zu lassen, als träten wir in einen Raum ein – und es ist wohl diese Zeit-Raum-Metonymie, die Serkalo zu einem der Kunst Ingmar Bergmans vergleichbaren und doch in der bisherigen Filmgeschichte ziemlich einmaligen Ereignis werden ließ.“ (Klaus Kreimeier)

### Theater
Am 21. März 2025 feierte am Deutschen Staatstheater Temeswar eine Adaption von Tarkowskis "Der Spiegel" seine Uraufführung. Der Produzent Bülent Özdil brachte nach 3-jähriger Vorbereitung eine Fassung auf die Bühne, die sich insbesondere mit den Themen Identität Russlands im Bezug zu Europa, dem Russisch-Ukrainischen Krieg und verfälschten Erinnerungen befasst. Er verwendete hierfür auch KI-Programme, um Erinnerungen im Kopf eines Menschen, eine visuelle Veranschaulichung zu schaffen, die der Verfälschung näher kommt als der real erlebten Vergangenheit.